# Chbany

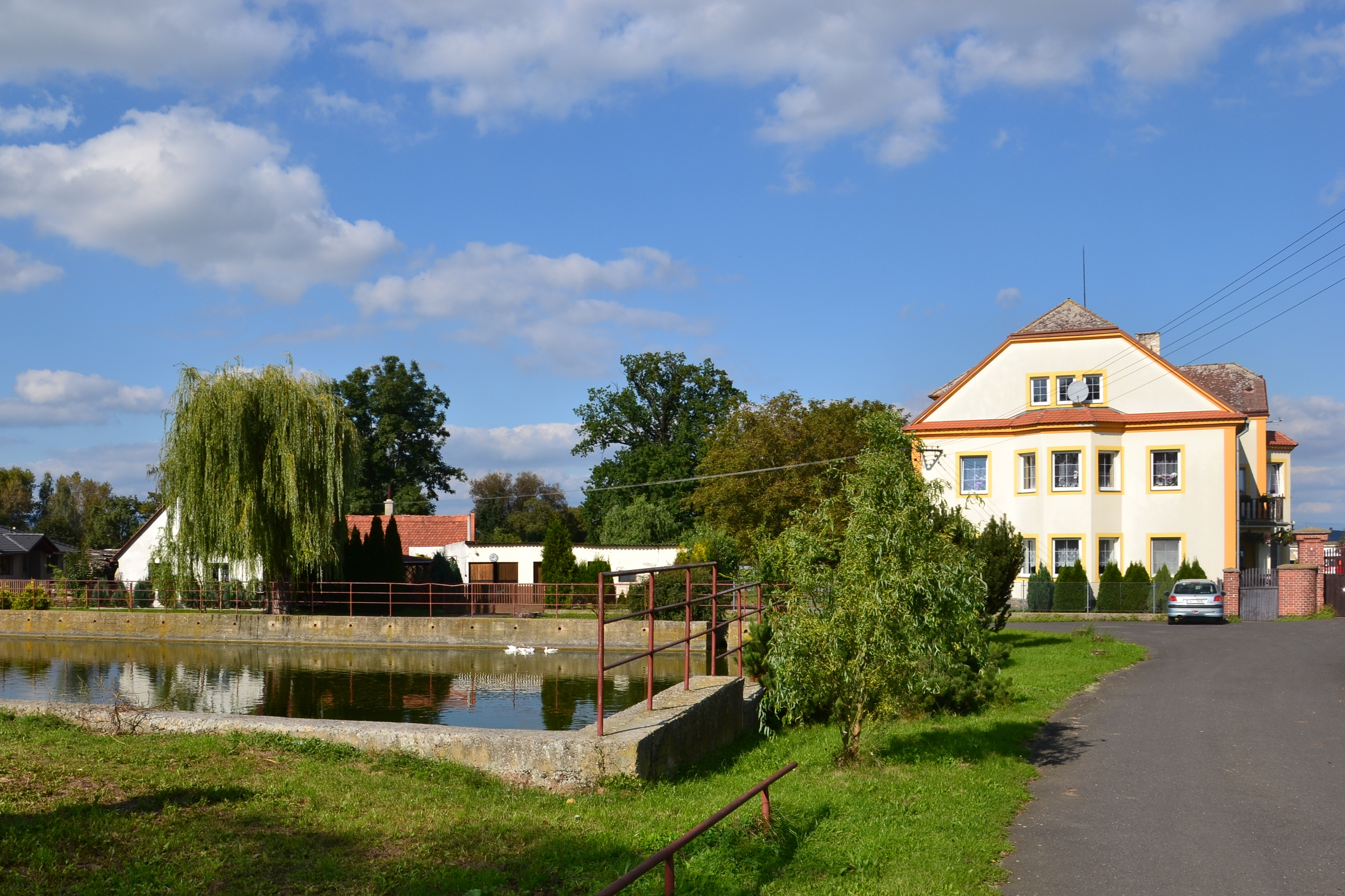
Chbany

Chbany (deutsch Kwon) ist eine Gemeinde in Tschechien.

## Geographie

### Geographische Lage
Der Ort liegt in 283 m ü. M. im Okres Chomutov, acht Kilometer westlich von Žatec, in der Talebene zwischen der Eger und dem Liboc.

### Gemeindegliederung
Die Gemeinde Chbany besteht aus den Ortsteilen Chbany (Kwon),  Hořenice (Horschenitz), Malé Krhovice (Kleinkörbitz), Poláky (Pohlig), Přeskaky (Presau), Roztyly (Rostial), Soběsuky (Sobiesak), Vadkovice (Wakowitz) und Vikletice (Wikletitz) Zu Chbany gehören auch die ehemaligen Ortschaften Dolany (Dehlau) und Drahonice (Drohnitz), die sich heute unter der Wasseroberfläche der Talsperre Nechranice befinden.
Das Gemeindegebiet gliedert sich in die Katastralbezirke Chbany, Poláky, Přeskaky, Roztyly, Soběsuky nad Ohří, Vadkovice und Vikletice.

## Geschichte
Zahlreiche Funde zeugen davon, dass die Gegend bereits in der Urzeit besiedelt war. In der jüngeren Steinzeit befand sich in der Nähe eine wichtige Kreuzung. Der eine Weg führte von Soběsuky über Chbany zur Burg Rubín bei Podbořany und in der Gegend von Chban bog ein Weg nach Hořetice, Velemyšleves und weiter nach Most ab.
Nach der Heimatkunde von Saaz aus dem Jahr 1904 gehört Chbany zu den ältesten Gemeinden der Region, wenn auch die erste schriftliche Erwähnung erst aus dem 15. Jahrhundert stammt. Im Verzeichnis vom 9. September 1422 wird der Saazer Ratsherr Hermannus de Chban erwähnt. 1454 ist in den historischen Quellen der Ort in villa Chbanech, 1623 Cuan und später Kwon oder Qwon geführt.
Die slawische Bezeichnung wurde aus dem zweiten Fall der Stadt Cheb abgeleitet (alttschechisch ze Chba). Man geht davon aus, dass diese Einwohner aus Cheb kamen. Das wird auch bekräftigt durch die Tatsache, dass die Gegend ursprünglich Eigentum des Waldsassen Klosters von Cheb war, die diese Gegend unter den Zisterziensern kolonialisiert haben.
Von den Hussitenkriegen war Chbany, wie auch die umliegenden Dörfer schwer betroffen. Saaz schlug sich auf die Seite der Hussiten, während Chomutov und damit auch Chbany auf der Seite der Katholiken waren.
Chbany liegt in einer fruchtbaren Gegend, in der alle Arten von Getreide gut gedeihen, daneben wird auch Hopfen angebaut. Vor dem Ersten Weltkrieg war Chbany ein kleines Dorf, mit einer kleinen unregelmäßigen Dorfmitte, umgeben von einem Teich, der später zu einem Feuerwehrwasserreservoir umgebaut wurde.
Seit 1960 kam es zu wichtigen Veränderungen. Durch Bezirksaufteilung, kam Chbany vom ehemaligen Okres Žatec zu Okres Chomutov. 1961 begann der Bau des Stausees Nechranice, der die Region mit Brauchwasser versorgt. In der ehemals trockensten Gegend Tschechiens befindet sich nun eine Wasserfläche von über 13 km². Mit der Ableitung des Wassers der Eger wurde im Oktober 1964 begonnen, der Bau wurde 1968 beendet. Unter der Wasserfläche blieben sechs Dörfer Běšice, Čermníky, Dolany, Drahonice, Chotěnice und Lomazice. Drei von ihnen, Dolany, Drahonice und Lomazice waren Ortsteile von Poláky.
Für die Bewohner der überfluteten Dörfer mussten neue Wohnmöglichkeiten zur Verfügung gestellt werden, wofür Chbany ausgewählt wurde. Um die Versorgung zu gewährleisten, wurden neben Wohnungen auch eine Schule, Post, Handelszentrum, Gesundheitszentrum, eine neue Kanalisation und Wasserversorgung.

## Kultur und Sehenswürdigkeiten
- Säule mit Statue einer Madonna aus dem Jahr 1715.
- Barockkapelle mit einer Steinmadonna 1714